# Dejan Školnik
Dejan Školnik, slovensko-hrvaški nogometaš, * 1. januar 1989, Maribor.
Školnik je nekdanji profesionalni nogometaš, ki je igral na položaju vezista. V svoji karieri je igral za slovenske klube Maribor, Aluminij, Drava Ptuj, ŠD Rogoza in Pohorje, portugalski Nacional, slovaški ViOn Zlaté Moravce, italijansko Mantovo ter avstrijske USV Mettersdorf, SV Kaindorf/Sulm in 1. FC Leibnitz. Skupno je v prvi slovenski ligi odigral 72 tekem in dosegel šest golov. Z Mariborom je v sezoni 2008/09 osvojil naslov slovenskega državnega prvaka. Bil je tudi član hrvaške reprezentance do 20 in 21 let.